# اللغة الجورجية
اللغة الجورجية أو اللُّغَةُ الجُرْجِيَّةُ أو اللُّغَةُ الْكُرْجِيَّةُ هي اللغة الرسمية في جورجيا، جمهورية في القوقاز.
اللغة الجورجية هي اللغة الرئيسية لما يقارب 3.9 مليون شخص في جورجيا (83% من سكان جورجيا)، وتقريبًا 200 ألف آخر خارج جورجيا (خاصةً تركيا، إيران، روسيا، الولايات المتحدة، وأوروبا). هي اللغة الثقافية لكل سكان جورجيا، خاصة الذين يتحدثون لغات القوقاز الجنوبية الأخرى (أو اللغات الكارتفلية): السفانيين، الماجرليين واللاز. الجروزينية أو الكفرولية، تعدّ لغة يهودية أخرى، متحدثة بـ20 ألف شخص في جورجيا، و60 ألف في فلسطين.

## أعلام
- جعفر ماجد